# 스미요시촌 (야마나시현)
스미요시촌(住吉村)은 야마나시현 니시야마나시군에 있던 촌이다. 현재의 고후시 중심부의 남쪽에 해당한다.

## 역사
- 1875년 2월 - 야마나시군 5개 촌이 합병해 스미요시촌이 성립하였다.
- 1878년 7월 22일 - 군구정촌편직법에 의해, 스미요시촌은 니시야마나시에 소속되었다.
- 1889년 7월 1일 - 정촌제 시행에 의해 스미요시촌이 단독으로 지자체를 형성하였다.
- 1954년 10월 17일 - 고후시에 편입해, 동일 스미요시촌은 폐지되었다.

## 교통

### 철도
- 일본국유철도
  - 미노부선

## 참고문헌
- 角川日本地名大辞典 19 山梨県